# Zvíkov
Zvíkov (deutsch Zwickau) ist eine Gemeinde mit 58 Einwohnern (2006) in Tschechien. Sie liegt acht Kilometer nordwestlich von Kaplice und gehört zum Okres Český Krumlov. Die Katasterfläche beträgt 293 ha.

## Geographie
Der Ort befindet sich in 578 m ü. M. im Hügelland westlich der Maltsch. Östlich von Zvíkov verläuft die Europastraße 55 / Staatsstraße 3 zwischen Velešín und Kaplice. Zvíkov wird von der Summerauerbahn durchquert, besitzt aber keinen Bahnhof.
Nachbarorte sind U Nádraží und Bor im Norden, Velešín und Chodeč im Nordosten, Korbel, Hřeben und Dlouhá im Osten, Výheň im Südosten, Netřebice im Süden, Zubčická Lhotka im Westen sowie Markvartice im Nordwesten.

### Gemeindegliederung
Für die Gemeinde Zvíkov sind keine Ortsteile ausgewiesen. Zu Zvíkov gehört die Einschicht Korbel (Korbl).
Das Gemeindegebiet bildet den Katastralbezirk Chodeč-Zvíkov.

### Nachbargemeinden
|         | Velešín                                     |  |
| Zubčice | Kompassrose, die auf Nachbargemeinden zeigt |  |
|         | Netřebice                                   |  |

## Geschichte
Die erste Nachricht über den Ort Zwiekow stammt aus dem Jahre 1371.
Bis ins 20. Jahrhundert war das Dorf geteilt. Neben Zvíkov, das einen Teil der Gemeinde Netřebice bildete, bestand noch der Anteil Chodeč-Zvíkov, der zur Gemeinde Chodeč zugehörig war.

## Sehenswürdigkeiten
- mehrere Marterln